# Église Saint-Thomas de Tourcoing
L'église Saint-Thomas de Tourcoing est une église catholique du quartier de la Bourgogne à Tourcoing, appartenant au diocèse de Lille.

## Histoire
Cette église moderne dédiée à saint Thomas date de 1969. Elle a été construite entre la rue Bottrop et la rue du docteur Schweitzer dans la ZUP, près du supermarché, par l'architecte Jean Willerval (auteur entre autres du palais de justice de Lille) dans un style brutaliste ultra-fonctionnel alliant simples briques et béton armé, alors que les immeubles environnants n'existaient pas encore. Son premier curé, l'abbé Maurice Wattine, célébrait la messe depuis 1967 dans une sorte de chapelle provisoire. Il laisse la place en décembre 1969 à l'abbé André Mousset; c'est à l'époque une église paroissiale. Entourée d'un jardin clôturé, l'église Saint-Thomas se trouve aujourd'hui au milieu d'un quartier d'immeubles d'habitations à loyer modéré avec toutes les infrastructures nécessaires. Ce quartier ouvrier datant des années 1970 accueillait une forte population ouvrière de la région ou bien d'origine italienne, espagnole ou issue de l'exode rural du département, ce qui nécessitait d'accueillir ces nouveaux habitants dans un lieu de culte bien adapté. La baisse généralisée de la fréquentation religieuse et le changement de population du quartier - désormais majoritairement non chrétienne - a obligé le diocèse à ne plus l'ouvrir qu'une fois par mois, en général le premier dimanche du mois. Elle n'a plus de prêtre attitré depuis 2009.
L'église a subi des tirs qui ont brisé ses vitres en mai 2015. Le maire UMP de l'époque, Gérald Darmanin, fait savoir dans un communiqué qu'il condamne « ces actes, dangereux et lâches »,. L'église a su garder sa vocation d'« être au service du quartier dans sa diversité. » On y organise encore la catéchèse, ainsi que l'aide aux migrants par la Cimade et des danses africaines. L'église dépend aujourd'hui de la paroisse Notre-Dame-des-Peuples avec l'église voisine Notre-Dame-de-Consolation.